# Paul Cazan
Paul Cazan (n. 30 septembrie 1951, București, România) este al cincilea fotbalist ca număr de meciuri în Liga I. În prezent lucrează în cadrul echipei FC Timișoara. Fiul său, Lucian Cazan, este tot fotbalist, și joacă la FC Voluntari.
A fost campion mondial universitar cu selecționata studențească a României în edițita 1974 din Franța.